# Stefan Themerson

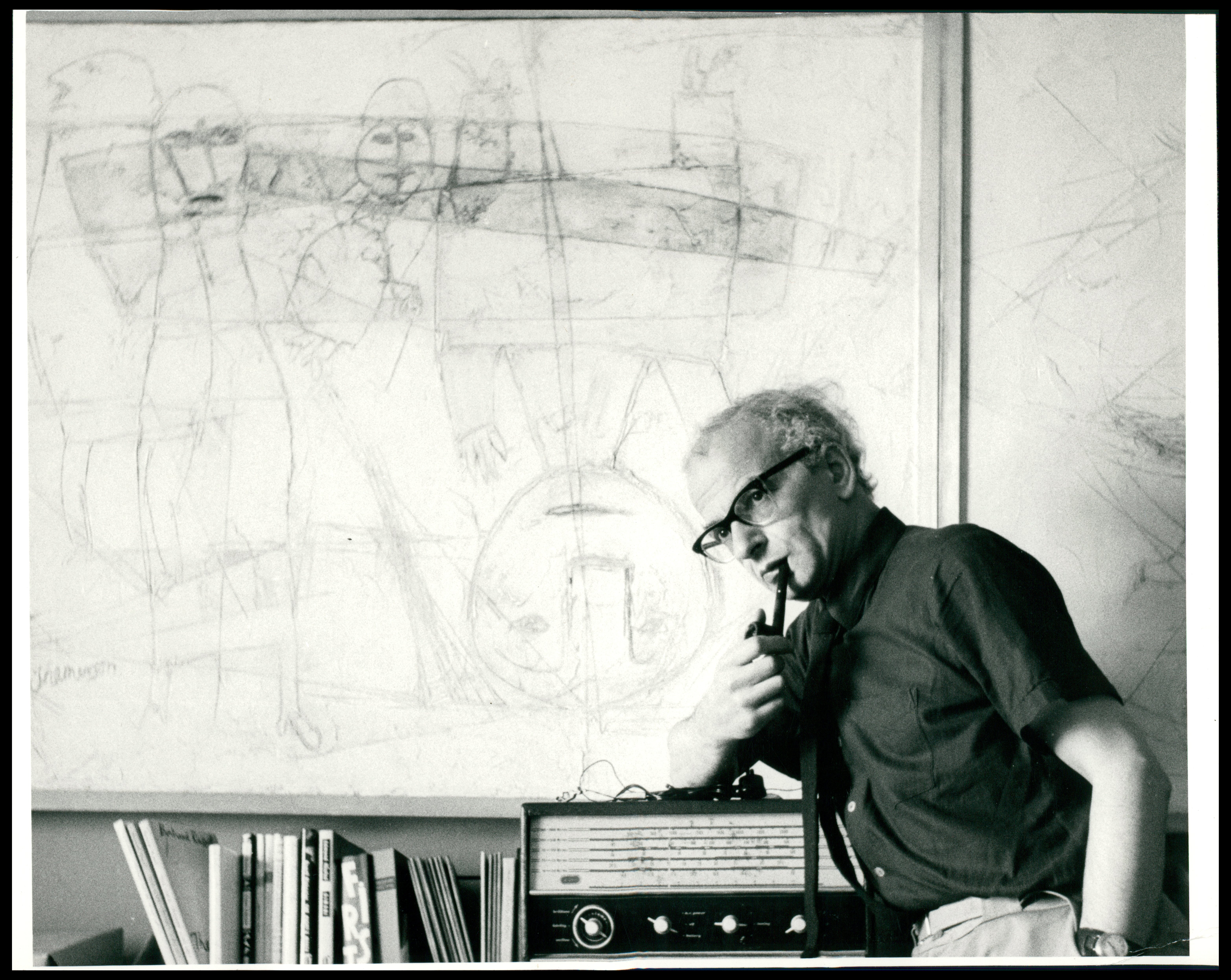
Stefan Themerson

Stefan Themerson (Płock, 25 januari 1910 – Londen, 6 september 1988) was een Pools-Britse dichter, schrijver, filmmaker, componist en filosoof.

## Biografie

### Jonge jaren
Themerson werd te Płock, dat destijds in het Keizerrijk Rusland lag, geboren. Zijn vader, Mieczysław Themerson, was huisarts en sociaal hervormer; ook had hij ambities als schrijver. Zijn moeder was Ludwika Smulewicz. Gedurende de Eerste Wereldoorlog deed Dr. Themerson dienst als geneeskundig officier in het leger van de tsaar; het gezin leefde in die tijd in Riga, Sint-Petersburg en Velikieje Loeki. In 1918 keerden zij terug in Płock, in het onafhankelijke Polen, waar Stefan het Koning Władisław Jagiello Gymnasium bezocht.
In 1928 ging Themerson naar Warschau om te studeren; aanvankelijk natuurkunde aan de Universiteit van Warschau, maar na een jaar stapte hij over op architectuur aan de Technische Universiteit Warschau. Hij besteedde een groot deel van zijn tijd aan fotografie, collages en het maken van films.
Rond deze tijd ontmoette hij Franciszka Weinles (1907-1988), een studente aan de kunstacademie, met wie hij in 1931 trouwde.

### 1931 tot 1935
Gedurende deze jaren woonden en werkten de Themersons in Warschau. Themerson schreef artikelen voor verschillende tijdschriften en schoolboeken; ook schreef hij zo'n tien kinderboeken die door zijn vrouw werden geïllustreerd. Pan Tom buduje dom ('Meneer Bruis bouwt zijn huis') is nog steeds verkrijgbaar in Polen. Themerson experimenteerde ook met fotogrammen, en gezamenlijk maakte het echtpaar vijf korte experimentele films: Apteka ('Apotheek') (1930), Europa (1931-1932), Drobiazg melodyjny ('Muzikaal moment') (1933), Zwarcie ('Kortsluiting') (1935) en Przygoda człowieka poczciwego ('De avonturen van een goede burger') (1937). In 1935 richtten zij, met andere jonge cineasten, de coöperatie S.A.F ('Spółdzielnia Autorów Filmowych') op.

### 1936 tot 1939
In 1936 en 1937 bezochten de Themersons Parijs, toentertijd het centrum van de wereld voor avant-garde kunst, en Londen, waar zij Moholy-Nagy en andere experimentele kunstenaars ontmoetten. In de winter van 1937 verhuisden zij naar Parijs. Aan het begin van de Tweede Wereldoorlog, in 1939, meldde Themerson zich aan als vrijwilliger voor het Poolse leger in Frankrijk.

### Tweede Wereldoorlog
In 1940 werd Themerson opgeroepen voor een Pools regiment infanterie. In juni 1940 werd het regiment ontbonden en de manschappen zochten een goed heenkomen. Themerson reisde door Frankrijk, en bezocht het bezette Parijs, en Toulouse. Dankzij het Poolse Rode Kruis kwam hij weer in contact met zijn vrouw, die als cartograaf had gewerkt voor het Poolse leger in ballingschap en die via Normandië naar Londen was gevlucht. Themerson bracht meer dan een jaar door in het Hôtel de la Poste van het Poolse Rode Kruis in Voiron. Hier begon hij het schrijven van Professor Mmaa's Lecture (in het Pools) en schreef hij het lange gedicht Croquis dans les Ténèbres ('Schetsen in de schaduw') (in het Frans).
Eind 1942 gelukte het Themerson om via Marseille naar Lissabon te gaan, en vandaar naar het Verenigd Koninkrijk, waar hij zijn vrouw terugvond en weer dienst nam in het Poolse leger. In Schotland voltooide hij Professor Mmaa, waarna hij naar Londen werd gestuurd, naar de filmgroep van het Poolse Ministerie van Informatie en Documentatie. Daar maakten de Themersons twee korte films: Calling Mr Smith, een verslag van de Nazi wreedheden in Polen, en The Eye and the Ear, geïnspireerd op vier liederen van Szymanowski. In 1944 ontmoette Themerson Kurt Schwitters, die een goede vriend bleef tot zijn dood. In 1944 verhuisden de Themersons naar Maida Vale, waar zij de rest van hun leven bleven.

### 1945 tot 1988
Stefan en Franciszka Themerson gaven van 1948 tot 1979 boeken uit via hun eigen Gaberbocchus Press, veelal met illustratie van de hand van Franciszka en soms in samenwerking met de vertaalster Barbara Wright. In 1954 kregen Stefan en Franciszka Themerson, op voorspraak van Bertrand Russell, de Britse nationaliteit. In 1979 werd de Gaberbocchus Press op verzoek van de Themersons overgenomen door Uitgeverij De Harmonie in Amsterdam.

## Themerson in Nederland
De eerste die het werk van Stefan Themerson een bredere bekendheid in Nederland gaf was Willem Frederik Hermans. In 1967 verscheen bij De Bezige Bij Themersons roman Kardinaal Pölätüo in een vertaling van Freddy De Vree en Gust Gils, en met een voorwoord van W.F. Hermans. Pölätüo werd geboren op 1 januari 1822, het jaar waarin het Vaticaan de stellingen van Galilei accepteerde die het 180 jaar lang bestreden had. Maar eenmaal met de wetenschap verzoend, ontdekt de kardinaal een nieuwe vijand: de dichter, die de menselijke ziel bestookt met de alchemie van het woord. Hij verwekt een zoon, die pas 18 jaar later ter wereld komt: de beroemde dichter Guillaume Apollinaire (°1880). Deze moet van de aardbol verdwijnen, en zo geschiedt: kort voor het einde van WO I raakte Apollinaire gewond aan het hoofd en overleed hij aan de Spaanse griep. Maar intussen zijn weer nieuwe vijanden van het geloof opgestaan: de neo-positivistische filosofen. De kardinaal splitst zich in twaalf om hen de baas te kunnen. W.F. Hermans schreef in zijn inleiding: 'Intelligent, vermakelijk, fantastisch, zijn adjectieven die tekort schieten om dit meesterwerkje te karakteriseren.' 
De dichters De Vree en Gils vertaalden kort daarop ook Themersons roman Tom Harris, die eveneens bij De Bezige Bij verscheen in 1970. Een derde boek van Themerson, Logic, Labels and Flesh uit 1974, verscheen in 1979 in een vertaling van Nicolaas Matsier als Logica, etiketten en vlees. 
In 1981 hield Themerson in Leiden de 10e Huizingalezing onder de titel 'A Chair of Decency' (Een leerstoel in fatsoen). In 1999 wijdde het tijdschrift Raster een themanummer aan Themerson (Raster 85).